# John B. Taylor

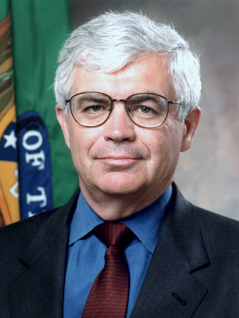
John B. Taylor, 2007

John Brian Taylor (* 8. Dezember 1946 in Yonkers, New York) ist ein US-amerikanischer Wirtschaftswissenschaftler und Professor für Volkswirtschaft an der Stanford University.

## Leben und Werk
Der 1946 geborene Taylor erhielt im Jahr 1968 seinen BA von der Princeton University und 1973 einen Ph.D. in Wirtschaftswissenschaften von der Stanford University. Ab 1973 war er Assistant Professor an der Columbia University, 1977 wurde er zum Associate Professor ernannt und 1979 zum Full Professor. Im Jahr 1980 war er als Gastprofessor in Yale und begann im selben Jahr als Professor of Economics and Public Affairs an der Princeton University, wo er bis 1984 blieb. Ab 1984 war er Professor an der Stanford University und seit 1996 Fellow der Hoover Institution.
1993 wurde Taylor in die American Academy of Arts and Sciences aufgenommen. Von 2000 bis 2001 war er Vize-Präsident der American Economic Association und von 2018 bis 2020 Präsident der Mont Pèlerin Society.
Er stellte die Taylor-Regel auf, diente als Staatssekretär für internationale Angelegenheiten (Under Secretary of the Treasury for International Affairs) beim US-Finanzministerium während der ersten Amtszeit von Präsident George W. Bush und war Mitglied des Council of Economic Advisers während der Amtszeit Gerald Fords.

## Auszeichnungen
- Adam-Smith-Preis, 2007

## Bücher (Auswahl)
- mit Akila Weerapa: Principles of Economics, v9.1, 2021, ISBN 978-1-4533-3917-6.
- mit Akila Weerapa: Principles of Microeconomics, v9.1, 2021, ISBN 978-1-4533-3951-0.
- mit Akila Weerapa: Principles of Macroeconomics, v9.1, 2021, ISBN 978-1-4533-3949-7.
- mit George Shultz (Hrsg.): Choose Economic Freedom: Enduring Policy Lessons from the 1970s and 1980s. Hoover Institution Press, Stanford, CA 2020.
- mit John Cochrane (HRsg.): Strategies for Monetary Policy. Hoover Institution Press, 2020.
- Reform of the International Monetary System: Why and How. MIT Press, 2019.
- mit John Cochrane, Kyle Palermo (Hrsg.): Currencies, Capital, and Central Bank Balances. Hoover Institution Press, Stanford, CA 2019.
- mit Michael Bordo (Hrsg.): Rules for International Monetary Stability. Hoover Institution Press, Stanford, CA 2017.
- mit Harald Uhlig (Hrsg.): Handbook of Macroeconomics, Bände 2A und 2B, Elsevier Science, Amsterdam 2016.